# Chalcides thierryi
Chalcides thierryi (циліндричний сцинк Тьєррі) — вид сцинкоподібних ящірок родини сцинкових (Scincidae). Мешкає в Західній Африці. Вид названий на честь німецького офіцера Гастона Тьєррі.

## Поширення і екологія
Циліндричні сцинки Тьєррі мешкають на сході Гани, на півночі Того і Беніну, на південному сході Буркіна-Фасо та в Нігерії. Вони живуть в гвінейських і суданських саванах, поблизу скельних виступів.